# Маља (Муреш)
Маља (рум. Malea) насеље је у Румунији у округу Муреш у општини Зау Де Кампије. Oпштина се налази на надморској висини од 347 m.

## Становништво
Према подацима из 2002. године у насељу је живело 51 становника, од којих су сви румунске националности.